# Kids' Choice Awards 1999
L'11ª edizione dei Nickelodeon Kids' Choice Awards si è svolta il 1º maggio 1999 presso il Pauley Pavilion di Los Angeles ed è stato condotto da Rosie O'Donnell.
Per l'evento si sono esibiti Britney Spears, i TLC, i NSYNC e i 3rd Storee ed è stato mostrato l'episodio pilota della serie animata SpongeBob.

## Candidature
I vincitori sono indicati grassetto.

### Televisione

#### Serie TV preferita
- All That
- Buffy l'ammazzavampiri
- Settimo cielo
- Crescere, che fatica!

#### Attore televisivo preferito
- Kel Mitchell  – Kenan & Kel
- Tim Allen – Quell'uragano di papà
- Jonathan Taylor Thomas – Quell'uragano di papà
- Drew Carey – The Drew Carey Show

#### Attrice televisiva preferita
- Mary-Kate e Ashley Olsen – Due gemelle e una tata
- Jennifer Aniston – Friends
- Melissa Joan Hart – Sabrina, vita da strega
- Sarah Michelle Gellar – Buffy l'ammazzavampiri

#### Serie animata preferita
- I Rugrats
- I Simpson
- CatDog
- Men in Black

### Cinema

#### Film preferito
- Rugrats - Il film (The Rugrats Movie), regia di Igor Kovaljov e Norton Virgien
- A Bug's Life - Megaminimondo (A Bug's Life), regia di John Lasseter
- Il dottor Dolittle (Dr. Dolittle), regia di Betty Thomas
- Waterboy (The Waterboy), regia di Frank Coraci

#### Attore cinematografico preferito
- Adam Sandler – Prima o poi me lo sposo e Waterboy
- Jim Carrey – The Truman Show
- Eddie Murphy – Il dottor Dolittle
- Chris Tucker – Rush Hour - Due mine vaganti

#### Attrice cinematografica preferita
- Drew Barrymore –  Prima o poi me lo sposo
- Julia Roberts – Nemiche amiche
- Meg Ryan – C'è posta per te
- Victoria Adams, Melanie Brown, Emma Bunton, Melanie C e Geri Halliwell – Spice Girls - Il film

### Musica

#### Gruppo musicale preferito
- NSYNC
- Backstreet Boys
- Spice Girls
- TLC

#### Cantante preferito
- Will Smith
- Aaliyah
- Brandy
- Usher

#### Canzone preferita
- Everybody (Backstreet's Back) – Backstreet Boys
- Are You That Somebody? – Aaliyah
- Gettin' Jiggy Wit It – Will Smith
- Miami – Will Smith

### Sport

#### Atleta maschile preferito
- Michael Jordan
- Shaquille O'Neal
- Tiger Woods
- Mark McGwire

#### Atleta femminile preferita
- Tara Lipinski
- Cynthia Cooper
- Dominique Moceanu
- Kristi Yamaguchi

#### Squadra sportiva preferita
- Chicago Bulls
- Dallas Cowboys
- Denver Broncos
- New York Yankees

### Miscellanea

#### Miglior videogioco
- Super Mario 64
- Crash Bandicoot
- The Legend of Zelda: Ocarina of Time
- Yoshi's Story

#### Libro preferito
- Chicken Soup for the Soul
- The Discovery, libro della serie Animorphs
- Godzilla, serie di libri di Marc Cesarini
- Titanic Crossing

#### Celebrità emergente preferita
- Kyla Pratt – Il dottor Dolittle
- Leon Frierson – All That
- Natalie Imbruglia – Left of the Middle
- Kerry Wood – Chicago Cubs

#### Celebrità animale preferita
- Salem – Sabrina, vita da strega
- Babe – Babe va in città
- Buddy – Air Bud 2 - Eroe a quattro zampe
- Wishbone – Wishbone, il cane dei sogni

### Premi speciali

#### Hall of Fame
- Jonathan Taylor Thomas